# Zawadka (Góra)
Zawadka – przysiółek wsi Góra w Polsce, położona w województwie śląskim, w powiecie pszczyńskim, w gminie Miedźna.
Do 1938 Zawadka stanowiła odrębną gminę jednostkową w powiecie pszczyńskim w województwie śląskim (II RP). W latach 1975–1998 miejscowość administracyjnie należała do województwa katowickiego.